# Liste des stations du métro du Caire
Pour un article plus général, voir Métro du Caire.

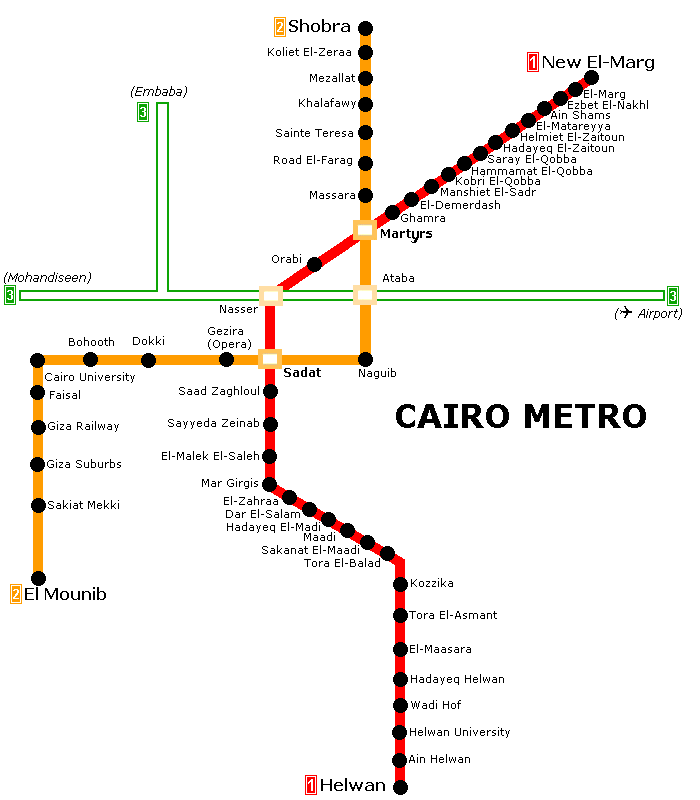
Stations de métro du Caire

Liste des stations du métro du Caire en Égypte:
En italique, les monuments ou les sites desservis

## Ligne N°1: New el Marg - Helwan
- El Marg
- Ezbet el Nakhl
- Ain Shams
- El Matariya
- Helmiyet el Zeitoun
- Hadayek el Zeitoun
- Saray el Kobba
- Hammamat el Kobba
- Kobri el Kobba
- Manshiyet el Sadr
- El Demerdash

- Ghamra : collège de filles Ramsès

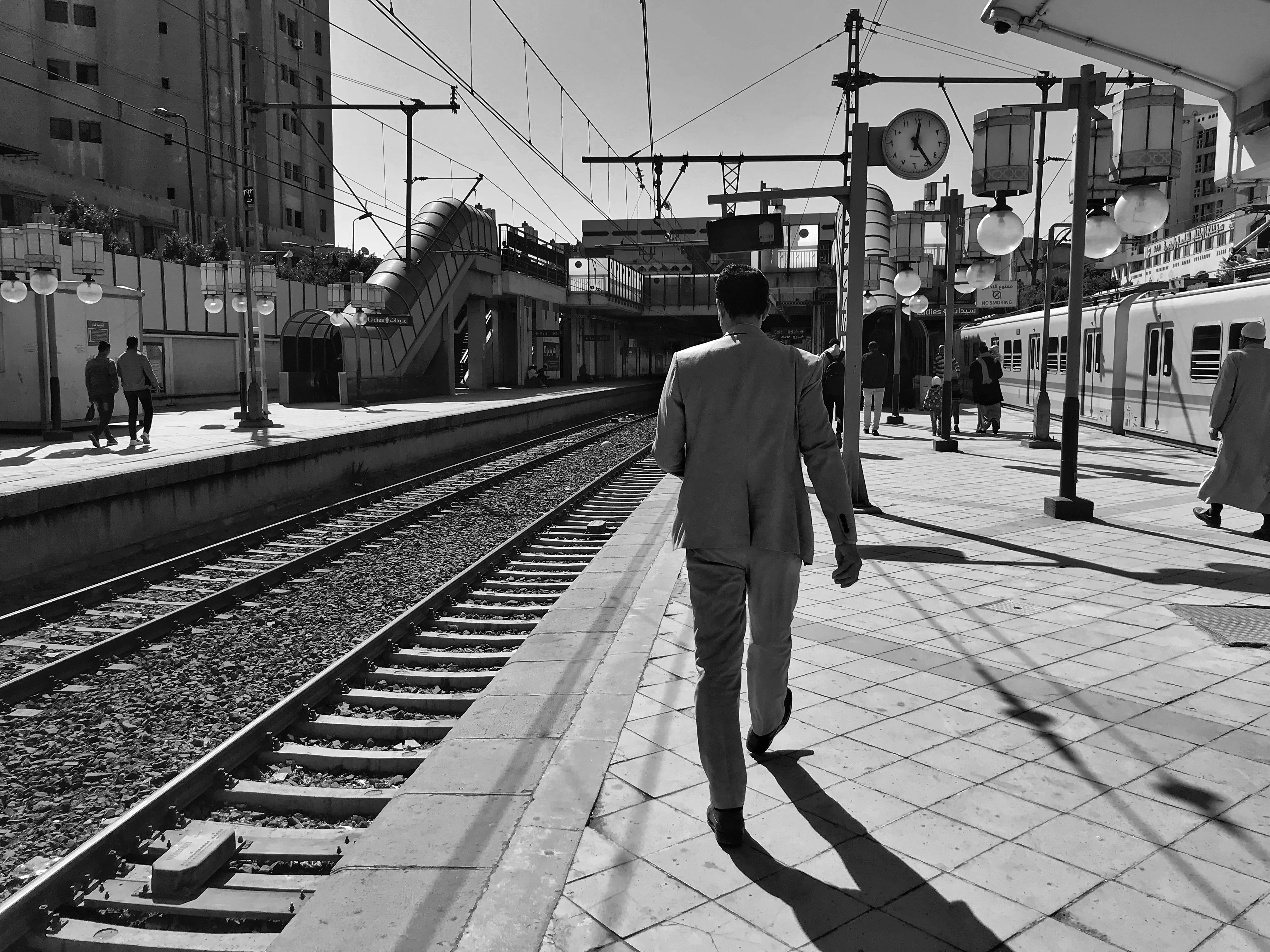
El Malek El Saleh.

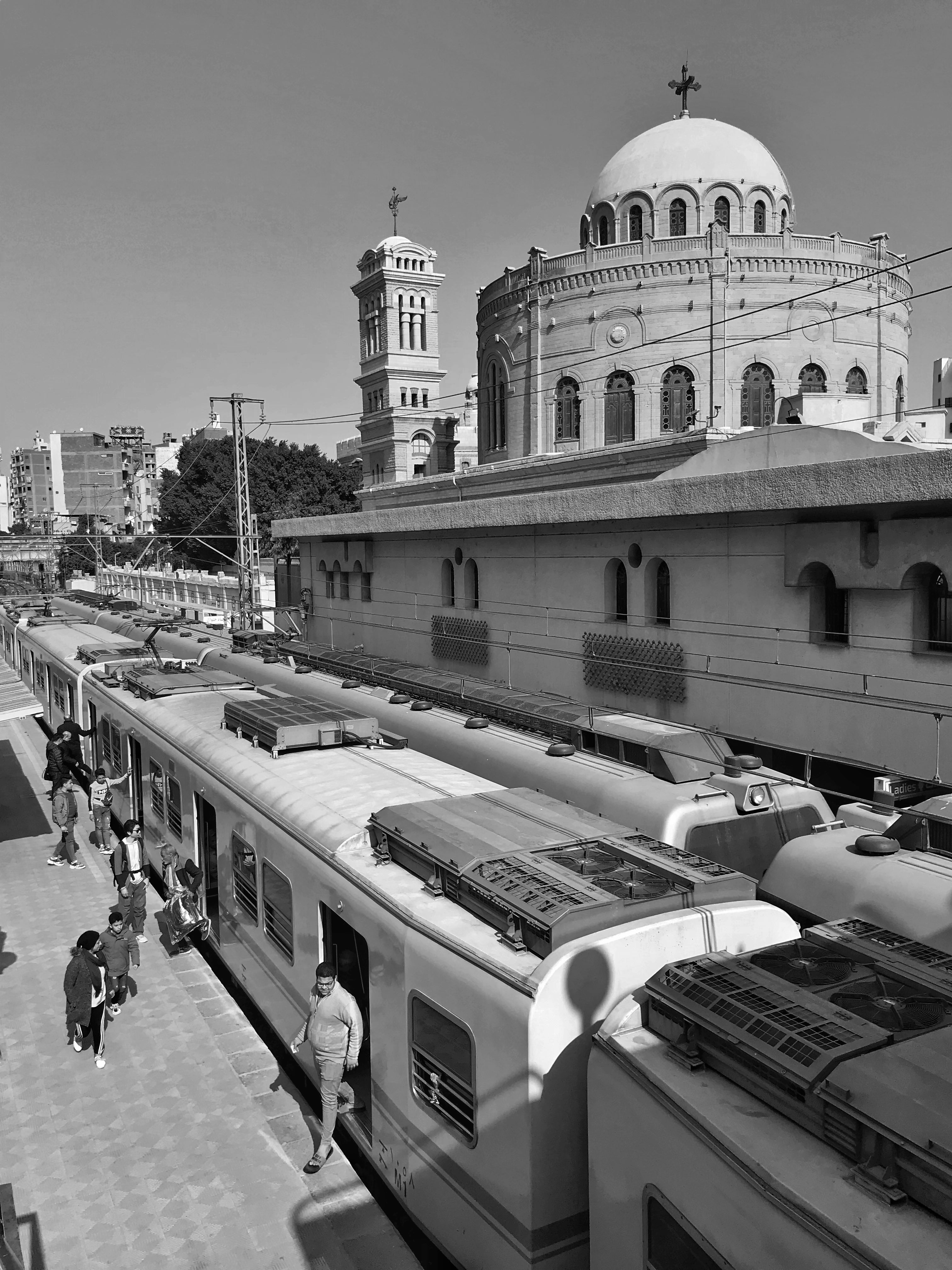
Mar Girgis.

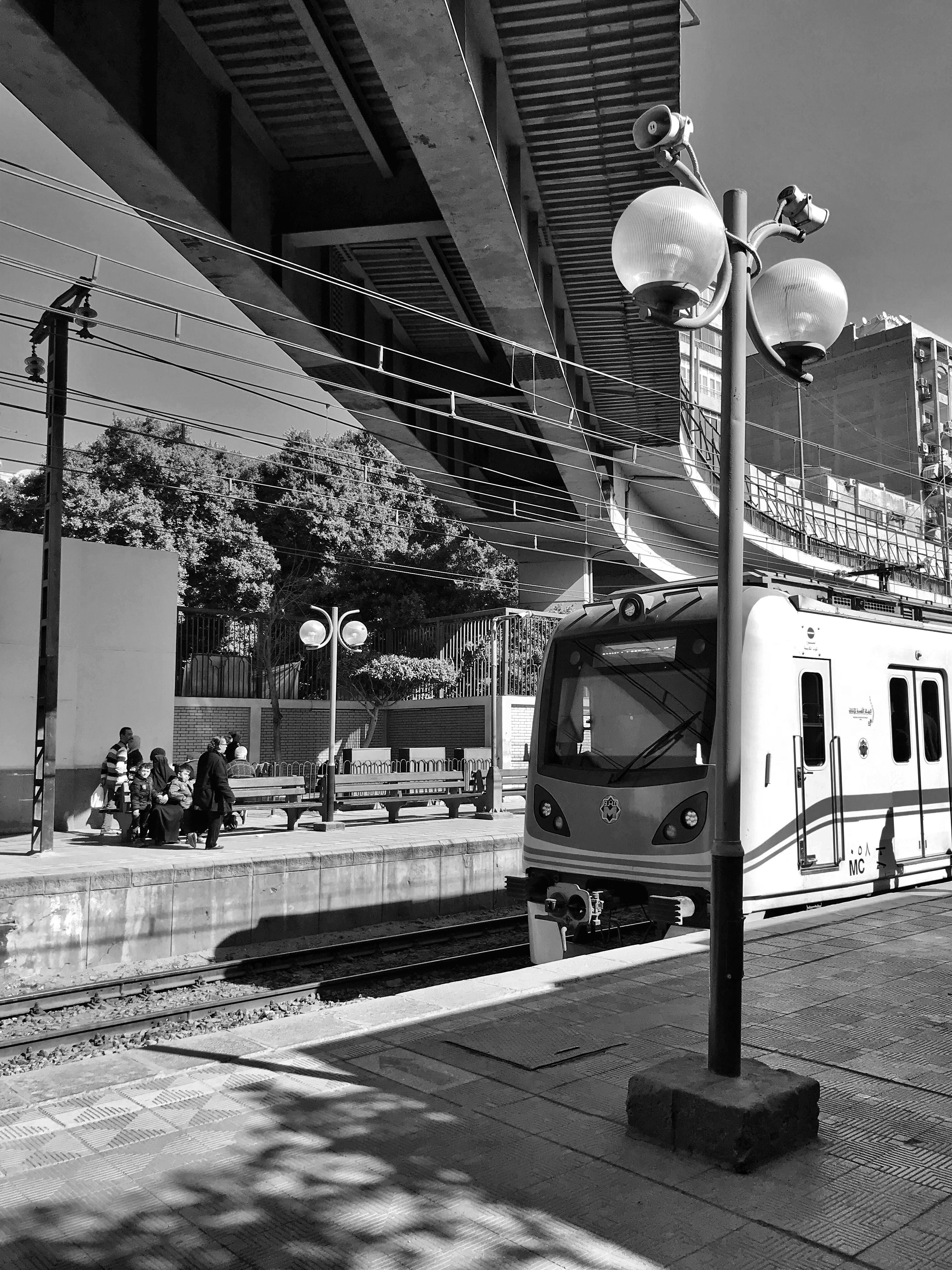
El Zahraa.

- Martyrs (correspondance) : gare centrale Ramsès, nommée station Moubarak de 1986 à 2011[1]
- Orabi (correspondance)
- Nasser (correspondance en projet)
- Sadate (correspondance) : musée Égyptien, ministère du tourisme, ministère de l'industrie, ministère de l'irrigation, ministère des affaires sociales, ministère du pétrole et ressources naturelles
- Saad Zaghloul : IFAO
- Sayida Zeinab : hôpital pédiatrique Abu al-Rish, palais Al-Manyal
- El Malik El Saleh
- Mar Girgis : musée copte
- El Zahraa
- Dar el Salam
- Hadayek el Maadi
- Maadi
- Sakanat el Maadi
- Tura el Balad
- Kozzika
- Tura el Esment
- El Maasara
- Hadyek Helwan
- Wadi Hof
- Ain Helwan
- Helwan : université de Helwan

## Ligne N°2: Shubra El Kheima - El Monib
- Shubra el Kheima (Shubra El-Kheima)
- Koleyet el Zeraah
- Mazallat
- Khalafawi
- St. Theresa
- Rod el Farag
- Massara
- Martyrs (correspondance ligne N°1) (ancienne station Moubarak[1])
- Attaba (correspondance ligne N°3) Poste centrale, ministère des télécommunications, ministère de l'économie et des finances
- Mohammed Naguib Ministère de l'éducation, ministère des religions
- Sadate (correspondance ligne N°1)
- Opera Opéra Khédival du Caire, Musée de l'art Égyptien moderne, Planétarium
- El Dokki
- El Behoos
- Cairo University (Université du Caire)
- Giza Square
- Giza Station
- Giza Suburban

## Ligne N°3: Rod al-Farag Corridor/Cairo University - Adly Mansour
- Branche nord-ouest
  - Rod al-Farag Corridor
  - Ring Road
  - El-Qawmia
  - El-Bohy
  - Imbaba
  - Sudan

- Branche ouest
  - Cairo University (correspondance ligne N°2)
  - Boulak El Dakrour
  - Gamat El Dowal
  - Wadi El Nile
  - Tawfikia

- Branche centrale
  - Kit Kat
  - Zamalek
  - Maspero
  - Nasser (correspondance avec la ligne N°1)
  - Attaba (correspondance ligne N°2) Poste centrale, ministère des télécommunications, ministère de l'économie et des finances
  - Bab el Shaaria
  - El Geish
  - Abdou Pasha
  - Abbassia
  - Cairo Fair
  - Stadium
  - Koleyyet el Banat
  - Al Ahram
  - Haroun
  - Héliopolis Square
  - Alf Maskan
  - El Shams Club
  - El Noza
  - Hisham Barakat
  - Qobaa
  - Omar ibn Al-khattab
  - Haykstep
  - Adly Mansour

## Ligne Imbaba / Salah Salem (projet reprenant la branche nord-ouest de la ligne N°2)
- Imbaba
- El Sudan
- Zamalek
- Bulak
- Nasser (correspondance)
- Attaba (correspondance)
- Port-Saïd
- El Azhar
- Salah Salem